# Wiszniewo (obwód witebski)
Wiszniewo (biał. Вішнева) – wieś na Białorusi położona w obwodzie witebskim, w rejonie połockim, w farynowskiej radzie wiejskiej.